# The Girl Next Door (película de 2004)
The Girl Next Door (La chica de al lado en Hispanoamérica y La vecina de al lado en España) es una película romántica y de Comedia estadounidense de 2004 dirigida por Luke Greenfield y protagonizada por Emile Hirsch y Elisha Cuthbert.

## Argumento
Matthew, un ambicioso joven de un instituto con aspiraciones a ser político en el futuro, se enamora de Danielle, la bella y joven vecina de la puerta de al lado. Ambos comienzan un idílico romance, pero un sorprendente descubrimiento pondrá a prueba su relación: ella era una famosa actriz porno, que quería reconstruir su vida huyendo de su vida pasada y de su proxeneta y productor de cine para adultos Kelly Simon. Al descubrir el pasado de su novia, Matthew, influenciado por sus amigos, decide aprovecharse de ella y llevarla a un hotel. Allí es cuando ella se decepciona de él, y huye de nuevo de su nueva vida que quería reconstruir. Matthew al darse cuenta de su grave error, inicia una travesía por carretera con sus amigos hacia Las Vegas, para pedirle perdón y reconquistarla, enfrentándose a todas esas personas que querían de nuevo destruir la vida de Danielle, poniendo en riesgo la recaudación de fondos para traer a Samnang Sok, un estudiante de Camboya, su beca para la universidad y su vida misma.

## Reparto
| Actor            | Papel               |
| ---------------- | ------------------- |
| Emile Hirsch     | Matthew Kidman      |
| Elisha Cuthbert  | Danielle            |
| Timothy Olyphant | Kelly               |
| James Remar      | Hugo Posh           |
| Chris Marquette  | Eli Brooks          |
| Paul Dano        | Klitz               |
| Timothy Bottoms  | Ben Kidman          |
| Donna Bullock    | Marci Kidman        |
| Jacob Young      | Hunter              |
| Amanda Swisten   | April               |
| Sung-Hi Lee      | Ferrari             |
| Ulysses Lee      | Samnang Sok         |
| Harris Laskaway  | Sr. Salinger        |
| Olivia Wilde     | Kellie              |
| Autumn Reeser    | Jane                |
| Briana Banks     | Mujer de la revista |
| Matt Wiese       | Mule                |
| Luke Greenfield  | Director porno      |

## Banda sonora
- "Under Pressure" por Queen y David Bowie; escena de inicio.
- "Angeles" por Elliott Smith.
- "The Killing Moon" por Echo & the Bunnymen--La primera vez que Matthew ve a Danielle.
- "Jump into the Fire" por Harry Nilsson.
- "Something in the Air" por Thunderclap Newman--Matthew y Danielle están en la cafetería.
- "The Field" por Christopher Tyng.
- "Take a Picture" por Filter--Matthew con Danielle después de escaparse de clases.
- "Slayed" por Overseer.
- "No Retreat" por Dilated Peoples.
- "This Year's Love" por David Gray--Matthew y Danielle se besan en la fiesta.
- "If It Feels Good Do It" por Sloan.
- "Electric Lady Land" por Fantastic Plastic Machine.
- "Bendy karate" por Phreak E.D.
- "Dick Dagger's Theme" por PornoSonic.
- "Suffering" por Satchel.
- "Break Down the Walls" por Youth of Today--Matthew ve a Kelly y a Danielle juntos en la casa.
- "Dopes to Infinity" por Monster Magnet--Adentro del club de streptease.
- "Spin Spin Sugar (Radio Edit)" por Sneaker Pimps.
- "Big Muff" por Pepe Deluxé.
- "Song for a Blue Guitar" por Red House Painters.
- "Twilight Zone" por 2 Unlimited--De Camino a las Vegas.
- "Get Naked" por Methods of Mayhem--Adentro de la Convención AVN.
- "Mondo '77" por Looper--Matthew ve a Danielle como "Athena".
- "Think Twice" por Ralph Myerz and the Jack Herren Band.
- "This Beat is Hot" por B.G. The Prince of Rap.
- "Turn of the Century" por Pete Yorn.
- "Stay in School" por Richard Patrick.
- "Funk #49" por James Gang.
- "Lady Marmalade" por Patti LaBelle--Matthew baila en la convención estudiantil.
- "Christmas Song" por Mogwai.
- "Sweet Home Alabama" por Lynyrd Skynyrd--Kelly conduciendo con los $25,000 Robados.
- "Arrival" por Mark Kozelek.
- "What's Going On" por Marvin Gaye.
- "Counterfeit" por Limp Bizkit (not credited).
- "Mannish Boy" por Muddy Waters.
- "Purple Haze" por Groove Armada.
- "Lapdance" por N.E.R.D
- "Everytime I Think of You (I Get High)" por Phreak E.D.
- "Lucky Man" por The Verve.
- "Sparrows Over Birmingham" por Josh Rouse.
- "Atlantis" por Donovan.
- "Baba O'Riley" por The Who--Escenas de Finalización.
- "Maybe You're Gone" por Binocular--Créditos.
- "One Fine Day" por Alastair Binks--Créditos.
- "This year´s love (David Gray).

## Recepción
Se estrenó con 2.148 salas de cine, y recaudó US$6 millones en su primer fin de semana, y en todo el mundo un total de más de $ 30,4 millones.

## Críticas
La película recibió opiniones generalmente mixtas, y Rotten Tomatoes le otorgó 56% de opiniones positivas. Las críticas vinieron especialmente del crítico conservador Michael Medved, quien reprobó la representación estereotipadamente glamorosa de las estrellas porno, en especial de las mujeres. Roger Ebert la describió como un "negocio desagradable", y criticó a los estudios de cine por la comercialización de la película como una comedia adolescente.[cita requerida]

## Premios y nominaciones
La película fue nominada a dos premios MTV Movie Awards: a Mejor Beso y a la Revelación Femenina, para Elisha Cuthbert. También fue nominada para un premio Golden Satellite a mejor extra de DVD, principalmente para el comentario, así como también fue nominada a un Premio Teen Choice Awards.